# Ray Lynch
Raymond Lynch, mais conhecido como Ray Lynch (3 de julho de 1943) é um pianista e violonista erudito que lança trabalhos instrumentais. Uma de suas canções, "The Oh of Pleasure" figurou na trilha sonora do jogo Grand Theft Auto IV, mais precisamente na rádio The Journey.

## Discografia
- The Sky of Mind (1983)
- Deep Breakfast (1984, Platina nos EUA[1])
- No Blue Thing (1989)
- Nothing Above My Shoulders but the Evening (1993)
- Ray Lynch: Best Of, Volume One (1998)